# Камбоджийско-тайский пограничный конфликт (2011)
Камбоджи́йско-та́йский пограни́чный конфли́кт 2011 го́да — вооружённые столкновения на камбоджийско-тайской границе, начавшиеся вновь в феврале и обострившиеся 23 — 24 апреля 2011 года между войсками Камбоджи и Таиланда за храмовый комплекс Прэахвихеа и прилегающие к нему территории. Является продолжением подобных конфликтов в 2008 и 2009 годах.

## Предыстория
Конфликт возник вокруг исторического наследия на границе Камбоджи и Таиланда. 7 июля 2008 года ЮНЕСКО включило храм Прэахвихеа в список всемирного наследия в качестве объекта, находящегося на территории Камбоджи. Сразу после этого началось нагнетание ситуации на камбоджийско-тайской границе. Вплоть до октября 2008 года на границе происходили бои. В итоге между сторонами было заключено перемирие, но конфликт остался неразрешённым. Затем 3 апреля 2009 года военное столкновение возобновилось.. Кроме стрелкового оружия применялись артиллерийские орудия. Камбоджийская сторона сообщала о 2 погибших, со стороны Таиланда ранены 3 человека. После утреннего боя камбоджийские войска тогда взяли спорную территорию под свой контроль.

## Военные действия
Ещё в феврале 2011 года между Таиландом и Камбоджей в районе храма Прэахвихеа начались четырёхдневные пограничные боестолкновения. СБ ООН в конце февраля призвал обе стороны к переговорам и мирным способам разрешения спора. 22-23 апреля столкновения произошли у двух других древних храмов — Хо Тхамыан и Хо Такваи — в 200 километрах от храма Прэахвихеа. Затем стороны стянули дополнительные войсковые подразделения. В результате 3-дневных столкновений погибли 6 камбоджийских и 4 тайских военнослужащих, около 40 солдат получили ранения. Камбоджа обвинила Таиланд в применении нервно-паралитического газа и кассетных бомб против камбоджийских войск. Бангкок эти утверждения категорически отверг. Несколько десятков тысяч мирных жителей с обеих сторон были вынуждены покинуть зону конфликта, оставив свои дома.